# Zacharias Ahlin
Zacharias Ahlin (i riksdagen kallad Ahlin i Kalmar), född 6 september 1833 i Madesjö församling, Kalmar län, död 22 mars 1908 i Ystad, var en svensk kyrkoherde och politiker.
Ahlin var ledamot av riksdagens andra kammare 1881, invald i Kalmar stads valkrets.